# Konstanty Hulewicz
Konstanty Hulewicz herbu Nowina (zm. przed 22 stycznia 1695) – stolnik wołyński w latach 1668–1695.
Był członkiem konfederacji generalnej zawiązanej 5 listopada 1668 roku na sejmie konwokacyjnym.